# Катетеризација поткључне вене
Катетеризација поткључне вене или перкутана канулација субклавијске вене  једна је од метода вођење венепункције и Селдингерову техника која користећи анатомске оријентире за  пласирање централног венског катетера кроз поткључну вену у горњу шупљу вену.
У овој методи се користе два приступа: инфраклавикуларни и супраклавикуларни.
Катетеризација подкључне вене  данас је постала много популарнија метода  интравенске канулације (техника којом се канила пласира унутар вене) како би се обезбедио венски присту поткључним венама. На то је утицала мала разлика у варијабилност и нормалној анатомији код поткључне вене у односу на унутрашње југуларне вене или аксиларне вене,  тако да су погрешни (јатрогени) убоди игле (нпр. у поткључну артерију или плеуру) мање вероватни. 
Међутим, ни код ове методе се не могу искључити компликације. Оне могу настати услед погрешне васкуларне пункције (крварење меког ткива, хематом, хемоторакс и пнеумоторакс) и могу бити озбиљније него на другим местима на којима се пласира централни венски катетер (ЦВК), јер је место венепункције заштићено кључном кости, изнад, и због тога се не може надгледати или компримовати. Показало се да коришћење ултразвучног навођења смањује процедуралне компликације катетеризације поткључне вене, али се и поред тога не примењује широко.

## Индикације
Индикације за инфраклавикуларни приступ катетеризацији поткључне вене су:
- Безбедан или дуготрајан венски приступ који није доступан на другим локацијама

- Немогућност добијања периферног венског приступа или интраоссеалне инфузије

- ИВ инфузија течности и лекова за пацијенте са срчаним застојем

- ИВ инфузија лекова који могу бити иритантни за вене када се дају периферно (нпр. течности високе концентрације, хемотерапија, вазопресори, парентерална исхрана)

- ИВ инфузија великог протока или великих запремина течности изнад онога што је могуће коришћењем периферних венских катетера

- Хемодинамско праћење (нпр. централни венски притисак, засићење централне вене оксихемоглобином, срчани притисци преко катетера плућне артерије)

- Хемодијализа или плазмафереза

Поткљаучна метода пласирања ЦВК је пожељнији за дуготрајан венски приступ код пацијената који нису везани за кревет (нпр. амбулантни пацијенти којима је потребна парентерална исхрана, антибиотици, хемотерапија).

## Контраиндикације
Контраиндикације за катетеризацију поткључне вене могу бити апсолутне и релативне.

### Апсолутне контраиндикације
- Тромбоза поткључне вене

- Прелом кључне кости или проксималних ребара

- Локална инфекција на месту уметања

Катетер импрегниран антибиотиком код пацијената са алергијом на одређени антибиотик

### Релативне контраиндикације
- Једнострано обољење плућа

- Унилатерална анатомска дисторзија, трауматска или конгенитална, без пнеумоторакса
- Срчани пејсмејкер/дефибрилатор (несме се канулисати вена која се користи за електроде пејсмејкера).
- Велика гојазност (пошто аксиларна вена лежи дубоко, а брахијални плексус је у близини, канилирати аксиларну вену само код пацијената који су мршави).
- Мала деца и одојчад (због неповољне анатомије, укључујући близину вене плеури и поткљулној артерији).
- Коагулопатија, укључујући тромбоцитопенију или антикоагулантне лекове (укључујући лекове против тромбоцита).
- Синдром малигне горње шупље вене.
- Тешка кардиореспираторна инсуфицијенција или повећан интракранијални или интраокуларни притисак (ови пацијенти ће бити угрожени Тренделенбурговим положајем (главом надоле)).
- Историја претходне катетеризације поткучне вене (која је можда резултирала формирањем ожиљног ткива што отежава постављање катетера).

- Пацијент који не сарађује (дати седацију ако је потребно).
- Блок леве гране срчаног снопа (жица водилица или катетер у десној комори могу да изазову потпуни срчани блок).

## Компликације
Потенцијално најчешће могуће компликације катетеризације поткључне вене укључују:
- пнеумоторакс (повећан ризик јер је апикална плеура [посебно на левој страни] близу путање уметања игле)

- пункција артерија

- хематом (повећан ризик јер клавикула омета примену спољашњег притиска да се заустави субклавијско артеријско или венско крварење)

- оштећење зида вене

- хемоторакс

- ваздушна емболија

- аритмије или атријалне перфорације, обично узроковане жицом водичем или катетером
- оштећење нерва

- инфекција

- тромбоза (због самог катетера)

У ретке могуће компликације катетеризације поткључне вене, услед погрешног постављања катетера укључују:
- катетеризацију артерије,
- хидроторакс,
- хидромедијастинум,
- оштећење трикуспидалног залистка,

- емболија водича или катетера.